# Franck Rénier
Franck Rénier (født 11. april 1974) er en fransk tidligere professionel cykelrytter.